# Роджерс (бухта)
Ро́джерс — мелководный залив на арктическом побережье Чукотского моря. Административно относится к Иультинскому району Чукотского автономного округа. Близ бухты находится полярная гидрометеорологическая станция и посёлок Ушаковское.
Названа американским капитаном Берри в честь своего корабля, который 25 августа 1881 года первым бросил здесь якорь.

## Природные условия
Бухта расположена у южной оконечности острова Врангеля, восточней мыса Пролетарский, отделена от моря узкой песчаной косой. Берега со стороны острова по большей части скалисты и обрывисты. Бухта вытянута в широтном направлении на 8 км, наибольшая ширина в средней части ок. 1,5 км. Максимальная глубина составляет 2,7 метра.
На побережье бухты часты туманы (80—88 дней в году). Годовая сумма осадков — около 120 мм.

## Происшествия
На побережье бухты Роджерс действовал навигационный маяк, энергоснабжение которого осуществлялось посредством РИТЭГа. В 2003 году вследствие размыва берега маяк был разрушен, РИТЭГ упал в море, где был замыт грунтом. В 2011 году штормом выброшен на побережье. Радиационная защита аппарата при этом не пострадала. В 2012 году генератор был транспортирован на утилизацию.